# Peter Nocke
Peter Nocke (né le 25 octobre 1955 à Velbert en Rhénanie-du-Nord-Westphalie) est un ancien nageur de la République fédérale d'Allemagne.

## Palmarès

### Jeux olympiques
- Jeux olympiques de 1976 à Montréal (Canada) :
  -  Médaille de bronze du 100 m nage libre.

### Championnats du monde
- Championnats du monde 1973 à Belgrade (Yougoslavie) :
  -  Médaille de bronze au titre du relais 4 × 200 m nage libre.

- Championnats du monde 1975 à Cali (Colombie) :
  -  Médaille d'or au titre du relais 4 × 200 m nage libre.
  -  Médaille d'argent au titre du relais 4 × 100 m nage libre.
  -  Médaille d'argent au titre du relais 4 × 100 m quatre nages.

### Championnats d'Europe
- Championnats d'Europe 1974 à Vienne (Autriche) :
  -  Médaille d'or du 100 m nage libre.
  -  Médaille d'or du 200 m libre.
  -  Médaille d'or au titre du relais 4 × 100 m nage libre.
  -  Médaille d'or au titre du relais 4 × 200 m nage libre.
  -  Médaille d'or au titre du relais 4 × 100 m quatre nages.

- Championnats d'Europe 1977 à Jönköping (Suède) :
  -  Médaille d'or du 100 m nage libre.
  -  Médaille d'or du 200 m libre.
  -  Médaille d'or au titre du relais 4 × 100 m nage libre.
  -  Médaille d'or au titre du relais 4 × 100 m quatre nages.
  -  Médaille d'argent au titre du relais 4 × 200 m nage libre.